# Ящук, Иван Фомич
Иван Фомич Ящук (18 декабря 1899, село Грибова — 5 марта 1982, Киев) — украинский советский государственный деятель, исполняющий обязанности председателя Госплана УССР, начальник Статистического управления Украинской ССР.

## Биография
Трудовую деятельность начал в Волынской губернии: сначала с 1912 года работал сельскохозяйственным работником в экономиях и у помещика в селе Вязовок, позже, с 1917 года, телеграфистом ведомства связи городка Клевань.
В 1920—1923 годах — красноармеец кавалерийской бригады Красной армии. Затем был слушателем рабочего факультета, а в дальнейшем студентом Одесского института народного хозяйства.
В 1930 году окончил Одесский институт народного хозяйства по специальности инженер-экономист.
Член ВКП(б).
В 1930—1938 годах находился на руководящих должностях на промышленных предприятиях Днепропетровска и Запорожья. В 1938 году перешел на работу в органы государственной власти: был заместителем председателя и исполняющим обязанности председателя Днепропетровской областной плановой комиссии; заместителем председателя исполнительного комитета Запорожского областного совета депутатов трудящихся и председателем Запорожской областной плановой комиссии.
В 1940—1951 годах — заместитель председателя Государственной плановой комиссии (Госплан) при Совете Народных Комиссаров (Совете Министров) Украинской ССР. В 1941—1943 годах — исполняющий обязанности председателя Государственной плановой комиссии (Госплана) Украинской ССР.
Окончил Вечерний университет марксизма-ленинизма в городе Киеве.
В феврале 1951 — апреле 1955 г. — начальник Статистического управления Украинской ССР.

## Награды
Награждён орденами и медалями